# Doug Utjesenovic
Dragan „Doug“ Utješenović (serbisch-kyrillisch Драган Утјешеновић; * 8. Oktober 1946 in Belgrad, Jugoslawien, heute Serbien) ist ein ehemaliger australischer Fußballspieler und -trainer.

## Karriere

### Verein
Utješenović begann seine Karriere in Jugoslawien beim OFK Belgrad und wanderte 1969 nach Australien aus. Dort spielte er zunächst bei Footscray JUST ("Jugoslav United Soccer Team"), aus dem gleichnamigen Vorort von Melbourne, Victoria, in dem sich weiland viele jugoslawischen Einwanderern gelassen hatten, und mit dem er auf Anhieb die Meisterschaft in der Victorian Premier League gewann.
1971 schloss er sich dem St George Budapest SC im Süden von Sydney an, mit dem er zweimal Meister der New South Wales Premier League wurde.
1980 wechselte er zum Kui San SC in die Hong Kong First Division League, wo er bis zu seinem Karriereende als Spieler 1981 aktiv war.
Nach Ende seiner Spielerkarriere war er als Trainer des Traditionsvereins APIA Leichhardt, der Parramatta Eagles sowie der Bonnyrigg White Eagles, allesamt Teams aus Vororten von Sydney, tätig. Mit Bonnyrigg gewann er 2001 die Meisterschaft in der New South Wales Premier League.

### Nationalmannschaft
Von 1972 bis 1976 bestritt Utješenović 61 Spiele für die australische Nationalmannschaft, in denen er zwei Tore erzielte. Er stand im australischen Aufgebot für die Fußball-Weltmeisterschaft 1974 und wurde in allen drei Vorrundenspielen eingesetzt.

## Erfolge

### Als Spieler
- Meister der Victorian Premier League: 1969
- Meister der New South Wales Premier League: 1972 und 1976

### Als Trainer
- Meister der New South Wales Premier League: 2001